# Mustafa Gazizow
Mustafa Szakirowicz Gazizow, także Mostafa Gazizow (ros. Мустафа Шакирович Газизов, tat. Мостафа Газизов, ur. 15 października 1923 we wsi Staromusino w rejonie karmaskalińskim w Baszkirii, zm. 27 października 2005 w Ufie) – radziecki wojskowy, starszy porucznik.

## Życiorys
Urodził się w tatarskiej rodzinie chłopskiej. Po ukończeniu 7-letniej szkoły pracował w kołchozie, w marcu 1942 został powołany do Armii Czerwonej, od sierpnia 1942 uczestniczył w wojnie z Niemcami. Walczył na Froncie Zachodnim, Kalinińskim, Woroneskim i 1 Ukraińskim, brał udział m.in. w walkach w rejonie Briańska, gdzie został ranny. Na przełomie 1943 i 1944 walczył w rejonie Koziatyna jako pomocnik dowódcy plutonu 69 gwardyjskiego pułku czołgów 21 Gwardyjskiej Brygady Zmechanizowanej 8 Gwardyjskiego Korpusu Zmechanizowanego 1 Gwardyjskiej Armii Pancernej, gdzie według oficjalnych raportów zabił ponad 10 żołnierzy wroga, a wielu wziął do niewoli, zastępując rannego dowódcę plutonu. 23 marca 1944 walczył na południowym zachodzie od miasta Kopyczyńce, gdzie m.in. zniszczył granatami dwa wielkokalibrowe karabiny maszynowe wroga, wraz z innymi żołnierzami wziął do niewoli 10 niemieckich żołnierzy i zdobył moździerz i trzy wielkokalibrowe karabiny maszynowe przeciwnika. 21 czerwca 1944 wyróżnił się w walkach na wschód od miasta Oleszyce, a 23 lipca 1944 jako dowódca plutonu w walkach nad Sanem k. wsi Nielepkowice, gdzie również zadał Niemcom duże straty. Po wojnie nadal służył w armii, w 1950 ukończył kursy młodszych poruczników, w 1959 zakończył służbę w stopniu starszego porucznika. Później pracował w różnych przedsiębiorstwach i organizacjach w Ufie.

## Odznaczenia
- Order Wojny Ojczyźnianej I klasy
- Order Czerwonej Gwiazdy
- Order Sławy I klasy (23 września 1944)
- Order Sławy II klasy (8 maja 1944)
- Order Sławy III klasy (10 lutego 1944)

I medale.